# Luis Aldunate
Luis Aldunate (Santiago del Cile, 4 maggio 1842 – Viña del Mar, 3 aprile 1903) è stato un politico e avvocato cileno.

## Biografia
Era il figlio di Ambrosio Aldunate, e di sua moglie, Rosa Carrera. Da parte della madre era il nipote del generale e patriota José Miguel Carrera.

## Carriera
Fu segretario del Comune di Santiago (1863-1865). Nel 1886 si recò negli Stati Uniti come Segretario della Legazione del Cile a Washington. Nella città di New York, scrisse un articolo sulla rivista in lingua castigliana "La Voz de América", fondata dall'intellettuale cileno Benjamín Vicuña Mackenna.
Al suo ritorno, era ancora segretario del comune di Santiago (1867-1868). Membro del partito liberale, è stato eletto deputato per San Fernando nel 1876 e rieletto per la stessa posizione nel 1879. Nella legislatura successiva (1882), era stato eletto al Dipartimento di Caupolicán.
È stato Ministro delle Finanze nel 1881 sotto l'amministrazione di Domingo Santa María González. Si candidò alla presidenza del Cile nel 1886, ma venne battuto da José Manuel Balmaceda Fernández.
Divenne senatore della Repubblica (1885-1891).